# Бєлікова Олександра Дем'янівна
Олекса́ндра Дем'я́нівна Бє́лікова (нар. 19 жовтня 1919, м. Сімферополь — 12 січня 1989, м. Сімферополь) — історик-архівіст, археограф, організатор архівної справи в Криму.

## Життєпис
Росіянка.
Закінчила Московський державний історико-архівний інститут.
Працювала науковим співробітником Хабаровського крайового архіву (1941—1942), завідувачем відділу (1942—1944).
З грудня 1944 р. по грудень 1954 р. обіймала посаду директора Держархіву Кримської області.
З 1954 по 1975 р. працювала завідувачем архівного відділу Кримоблвиконкому.

## Науковий доробок
Була укладачем збірника документів: «Боротьба за радянську владу в Криму: Березень 1917—1918» («рос. Борьба за Советскую власть в Крыму: Март 1917—1918», 1957. — Т. 1, 1961. — Т. 2), путівника «Кримський обласний державний архів» («рос. Крымский областной государственный архив», 1961).
Опублікувала велику кількість статей в науково- інформаційному бюлетені Архівного управління УРСР, присвячених проблемам архівного будівництва в Криму, питанням розроблення окремих фондів.

## Нагороди
- Медаль «За доблесну працю у Великій Вітчизняній війні 1941—1945 рр.»,
- Медаль «За доблесну працю. В ознаменування 100-річчя з дня народження Володимира Ілліча Леніна».